# State of Emergency
State of Emergency é o quarto álbum de estúdio da banda The Living End, lançado a 7 de Março de 2006.

## Faixas
Todas as faixas escritas e compostas por Chris Cheney, exceto onde anotado.
1. "'Til the End" - 4:28
2. "Long Live the Weekend" - 2:55
3. "No Way Out" - 2:41
4. "We Want More" - 3:43
5. "Wake Up" - 4:38
6. "What's on Your Radio?" - 3:04
7. "Nothing Lasts Forever" - 4:54
8. "One Step Behind" - 4:21
9. "Reborn" - 3:51
10. "Order of the Day" - 3:39
11. "Nowhere Town" - 4:08
12. "State of Emergency" - 3:01
13. "Black Cat" (Chris Cheney/Scott Owen) - 3:46
14. "Into the Red" - 3:08

## Desempenho nas paradas musicais
| Parada musical (2006)   | Posições |
| ----------------------- | -------- |
| Austrália - ARIA Charts | 1        |